# Mucho Barato
Mucho Barato is het eerste muziekalbum van de hiphopgroep Control Machete.
Het album verscheen in 1996 bij de muzieklabels Universal Music Group, Polygram en Discos Manicomio. Er werden 400 000 albums verkocht in Latijns-Amerika en daarnaast nog 100 000 in de rest van van de wereld. Het album betekende de doorbraak van Control Machete bij het grote publiek.

## Tracklist
1. Control Machete
2. ¿Comprendes Mendes?
3. Las Fabulosas I
4. Andamos Armados
5. Humanos Mexicanos
6. Cheve
7. Madrugada Encore
8. Asi Son Mis Días
9. ¿Te Aprovechas del Límite?
10. Justo'n
11. La Copa De Dama
12. La Lupita
13. Grin-Gosano
14. Únete Pueblo
15. Las Fabulosas II
16. El Son Divo
17. Marioneta
18. Mexican Curious